# スズキ・グラストラッカー
グラストラッカー(GrassTracker)は、スズキが製造・販売しているオートバイである。派生車種としてグラストラッカービッグボーイ(GrassTracker BIGBOY)がある。

## 概要
グラストラッカーは1990年代後半のトラッカーブームを受け2000年に誕生したデュアルパーパスモデル。車名の由来についてメーカーでは1970年代にアメリカで流行した草レース、グラストラック仕様の車両をモデルとしていることからとしている。オンロード走行をメインにしつつオフロード走行（荒れ道の走行）も意識した仕様になっている。対抗車種としてヤマハTW200、同TW225、ホンダ・FTR、カワサキ・250TRなどが挙げられる。
グラストラッカーはロードモデルのボルティーから、エンジン、フレーム、フォーク、ホイール、キャブレターなどを流用しており、これらは兄弟モデルとなる（2004年4月以降はフレーム、フォーク、ホイール、キャブレターなどはそのままに、エンジン、マフラー、燃料供給装置（2008年以降）などをボルティーの後継モデルST250から流用している）。
グラストラッカーは250ccクラスの車種としては一際小柄なバイクに仕上がっている。車体も123kg（乾燥重量）と軽く、シート高も745mmと足付きが良く、車体バランスも良いため、体格が小さく力がなくても扱い易い。

## モデル一覧

### グラストラッカー
2000年4月24日、発売開始。エンジンは249cc空冷単気筒4サイクル・SOHC4バルブ（J424型）を搭載する。J424型エンジンはボルティーやマローダー250と共通するが、GrassTrackerのエンジンはセル始動に加えてキック始動を併設した特別仕様となる。価格は384,000円（税抜価格）。最高出力は20ps/7,500rpm、SOHCながら4バルブ、TSCC（ニ渦流燃焼室）を備えている。スズキの4ストロークエンジンとしては空冷単気筒とシンプルな構造のエンジンになるが、信頼性が高く壊れにくいタフなエンジンとして定評があった。トラッカーブームとストリート系カスタムの隆盛にのってグラストラッカーは登場時から大変な人気を博した。
2001年11月、マイナーチェンジ。マーケティング上、グラストラッカービッグボーイとの住み分けを図るべく、本体価格の大幅な引下げが行われた。同時に仕様の変更（コストダウン）が行われ、エンジンについてはこれまであったキック始動が廃止され、セル始動のみのエンジン（ボルティーのエンジンを流用）に変更された。他にもマフラーの簡素化、パッシングライトスイッチ廃止、ハンドルバランサ廃止、ブレーキレバー形状変更、ヘルメットホルダ形状変更、ステアリングベアリング変更、グリップエンドキャップ追加、スイングアームピボット構造の変更が行われた。エンジンおよび装備の軽装化（コストダウン）が行われたものの、384,000円（税抜価格）から339,000円（同）への値下げは功を奏し、リーズナブルになったグラストラッカーはトラッカーモデルの定番商品として人気を博し続けた。
2004年4月、マイナーチェンジ。ST250と共通の軽量で放熱性の高い高速メッキシリンダー(SCEM)を採用した新設計エンジン、249cc空冷単気筒4サイクル・SOHC2バルブ（J438型）が搭載された。エキゾーストパイプも2本から1本へ変更された。シンプルな2バルブに変更することで部品点数を減らしエンジン・エキゾーストマニホールド周りのコストダウンを図り、これまでのような4バルブによる高回転域での効率的な高出力は失ったものの、2バルブ化によって低回転寄りのセッティングに変わり低回転域でのトルクが向上することで、より中低速に粘りのあるトルクフルな走りとなった。引き続きエンジンはセル始動のみとなっている（ST250のエンジンを流用）。その他の変更点として、車両重量の軽減（123kg→120kg）、マフラーのシンプル化、ローター変更、メインステップの形状変更、フレーム改良（タンデムステップ取り付けステーをフレーム溶接からボルトオンタイプに）、バッテリーをこれまでの開放型からメンテナンスフリータイプ（密閉型）に変更するなど、日常使用における使い勝手と整備性の向上が図られた。価格はマイナーチェンジ前の339,000円（税抜価格）を維持している。
2008年2月、生産終了。現行キャブレターモデルでは2007年自動車排出ガス規制に対応できないため、一旦生産を終了した。
2008年9月、マイナーチェンジ。2007年自動車排出ガス規制に適合させるため、燃料供給装置についてキャブレター方式からインジェクション方式に一新。一旦終了していたグラストラッカーの生産を再開させた。燃料供給装置は同じくインジェクション方式になったST250 E typeと共通のもので、この変更によりエンジン出力は19PSと低下したが、実用トルクが若干上がり、始動性の向上・燃焼効率の改善・低排出ガス化を実現させた。引き続きエンジンはセル始動のみとなるが、ST250 E Typeのエンジン（ただし2008年にST250 E Typeもキックが廃止されたので、実質これまでのST250と同等のエンジン）を流用している。その他の変更点として、燃料タンク容量の増量（6L→8L）、マフラー変更（触媒レスマフラー→触媒付マフラー）、シートクッション改良（厚みを増し、快適性が向上）、燃料残量警告灯の追加、ツールボックスの位置変更等があり、これらの変更点はグラストラッカービッグボーイにも共通する。価格については、399,000円（税抜価格）と上昇に転じている。マイナーチェンジを機に性能諸元表の車両重量表記が、120kg（乾燥重量）から136kg（装備重量）へ改められた。
2017年9月、平成28年自動車排出ガス規制によりメーカーから生産終了が発表された。

### グラストラッカービッグボーイ
2001年3月30日、発売開始。グラストラッカーをベースに（共通のフレーム、外装パーツもほぼ共通）、フロントフォークとスイングアームを延長して前後のタイヤ径を拡大し、グラストラッカーを一回り大きくさせたラージスケールモデルとなっている。価格は394,000円（税抜価格）。
グラストラッカーからの変更点として
- タイヤ径の拡大 - グラストラッカーより前後輪共に1インチ拡大の前輪19インチ、後輪18インチを採用。
- ブロックタイヤの採用 - グラストラッカーがダンロップのTT100GP（ロードタイヤ）に対して、ビッグボーイはダンロップのK180（ロード・ダート兼用ブロックタイヤ）を採用。
- フロントフォークとスイングアームの延長 - タイヤ径の拡大に伴い、フロントフォークを延長しフロントアクスル位置を20mm前方に移動。同じくスイングアームを55mm延長し、リアサスペンションを延長。
- ワイドなハンドル - ハンドル幅を20mm広く、高さを30mm低く設定。
- フラットなリアフェンダーとリアコンビネーションランプ。
- セル始動に加えてキック始動を併用したエンジン（初期型のグラストラッカーに採用されたキック付きの特別仕様エンジンを採用）。

などがあり、その他は基本的にグラストラッカーと共通となっている。
2002年3月、マイナーチェンジ。キック付きエンジンはそのままに、2001年11月にマイナーチェンジされたグラストラッカーに準じた仕様変更および装備の軽装化が行われ、本体価格も374,000円（税抜価格）に引き下げられた。
2004年4月、マイナーチェンジ。ST250 E typeと共通の軽量で放熱性の高い高速メッキシリンダー(SCEM)を採用した新設計エンジン、249cc空冷単気筒4サイクル・SOHC2バルブ（J438型）が搭載された。エンジンについてはセル始動に加えてキック始動を併用したものを採用している（ST250 E typeのエンジンを流用）。その他の変更点については先述したグラストラッカーとほぼ共通する。価格はマイナーチェンジ前の374,000円（税抜価格）を維持している。
2008年2月、生産終了。現行キャブレターモデルでは2007年自動車排出ガス規制に対応できないため、一旦生産を終了した。
2008年9月、マイナーチェンジ。ビッグボーイも燃料供給装置についてキャブレター方式からインジェクション方式に仕様変更され、販売が再開された。価格は429,000円（税抜価格）と上昇している。グラストラッカーと共通の変更点は先述したとおりだが、ビッグボーイのみの変更点として
- 始動方式が、これまでのキック始動・セル始動の併設から、キック始動を廃止してセル始動のみとなる（これによりエンジンはグラストラッカーと共通のものが採用されるようになった。エンジンについてはST250 E typeから流用している）。
- フロントフォークブーツを標準装備。
- ボディーカラーの変更・追加。

がある。
2009年12月24日にグラストラッカービッグボーイ 10周年記念モデルが発売された。価格は439,000円（税抜価格）。
- パールミラージュホワイトを基調にして、オレンジ色のチェッカーフラッグ模様を燃料タンクと後ろフェンダーに配した。また、オレンジ色のラインを前後フェンダーに施した。
- 燃料タンクには10周年を記念したエンブレムを貼付。
- 前後ホイールのリムに黒色塗装（同年の標準モデルはメッキタイプ）を施し、より精悍な印象とした。

2017年9月、通常仕様と共に生産終了が発表された。

## 外部サイト
- スズキ GrassTracker/GrassTrackerBIGBOY
- スズキ、ストリートバイク「グラストラッカー」シリーズを一部改良して発売